# Francesca Le
Francesca Le (Los Angeles, 28 de dezembro de 1970) é uma atriz, diretora e produtora pornográfica.

## Biografia
Também conhecida como Francesca Lé ou Erica Estrada entrou na indústria pornô em 1992 com 21 anos de idade. Seu primeiro emprego foi com Anabolic vídeo onde teve um grande sucesso, concretando como protagonista em The Girl Gangbang 13. Posteriormente trabalhou para diversas empresas. Ela se casou com o ator pornô Mark Wood, em 2001, e ambos criaram a sua própria produtora, LeWood Productions, produzindo títulos como Butt Quest y Booty Bandits.

## Prêmios
- 1994: AVN Award – Melhor cena de sxo em grupo (Filme) – New Wave Hookers 3 (com Crystal Wilder, Tyffany Million, Lacy Rose, Jon Dough e Rocco Siffredi)[2]
- 2005: AVN Award - Melhor cena de sexo oral (Vídeo) - Cum Swallowing Whores 2 (com Ava Devine, Guy DiSilva, Rod Fontana, Steven French, Scott Lyons, Mario Rossi & Arnold Schwarzenpecke)[3]
- Hall da fama AVN [4]
- Hall da fama XRCO [5]
- 2009: CAVR Award Winner – MILF do Ano[6]
- 2011: Hall da fama Urban X Awards[7]